# 哀しみの黒い瞳
「哀しみの黒い瞳」（かなしみのくろいひとみ）は、1982年11月21日に発売された郷ひろみ44作目のシングル。

## 解説
フリオ・イグレシアスの「黒い瞳のナタリー」（Nathalie ）をカバーしたものである。本作以降、『ロマンス』・『シャトレ・アモーナ・ホテル』でもフリオの曲をカバーしている。フジテレビ系『夜のヒットスタジオ』では、「カヴァーするなら誰?」というアンケートで1位になり実現したと紹介された。

## 収録曲
1. 哀しみの黒い瞳（4分05秒）
  - 作詞・作曲：J.Iglesias, R.Arcusa／日本語詞：岩谷時子／編曲：川口真
2. 時にはきみが、時には僕が（2分50秒）
  - 作詞・作曲：J.Iglesias, Cecilia／日本語詞：山上路夫／編曲：若草恵